# Varná baňka

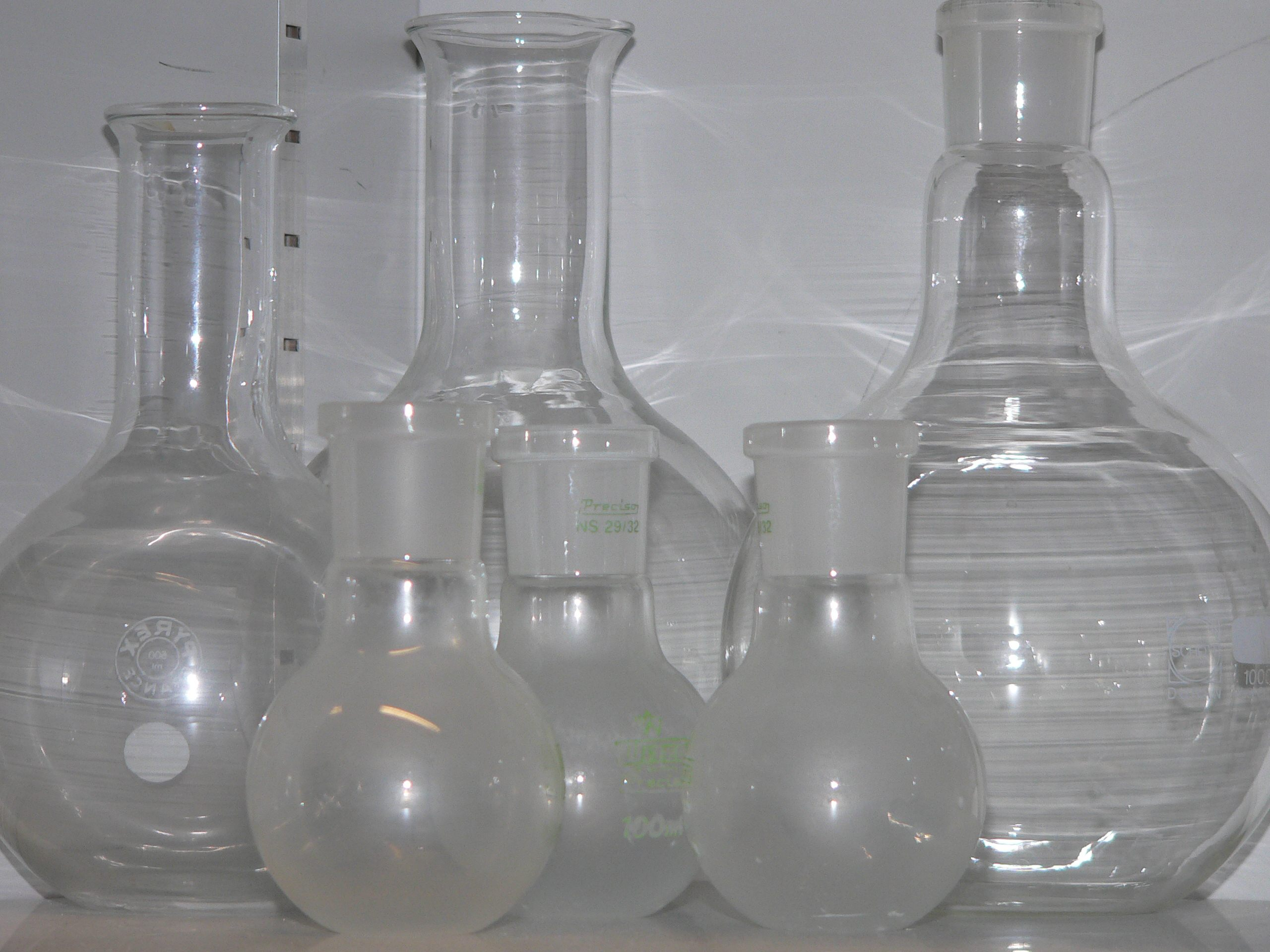
Varné baňky

Varná baňka je druh baňky používané jako laboratorní sklo. Používá se jako nádoba na chemické látky. Varná baňka má kulaté tělo, které je zespodu také kulaté, nebo ploché. Na kulaté tělo navazuje krk zakončený zábrusem. Je určená pro ohřívání a snadné promíchávání chemických látek. Vyrábí se v různých tloušťkách skla a různých velikostech. Často se vyrábí z borosilikátového skla, aby se zabránilo prasklinám nebo poškození skla.